# Fenitoin
Fenitoin je jedan od najkorištenijih lijekova za liječenje epilepsije, štoviše, on je sinonim za antiepileptik. Po kemijskoj strukturi je derivat hidantoina i to 5,5 - difenilhidantoin. Hidantoini su, inače, derivati alantoina i po izgledu su slični barbituratima, ali daleko od sedativno-hipnotičkog djelovanja karakterističnog za barbiturate.

## Djelovanje
Mehanizam djelovanja fenitoina uključuje stabilizaciju membrana živčanih stanica i ograničavanje širenja neuronskih ili konvulzivnih podražaja. U živčanim stanicama fenitoin smanjuje ulazak natrijevih i kalcijevih iona produljujući razdoblje inaktivacije kanala tijekom stvaranja živčanih podražaja. Fenitoin na mali mozak djeluje ekscitacijski, aktivirajući inhibitorne puteve prema kori velikog mozga što također može smanjiti konvulzivnu aktivnost povezanu s povećanim pražnjenjem stanica malog mozga. Na sve te načine fenitoin umiruje mozak, ali pritom ne izaziva sedaciju poput barbiturata.

## Primjena
Koristi se za liječenje napadaja tipa grand mal i još nekih rjeđih oblika epilepsije ali ne djeluje na napadaje tipa petit mal.